# Vilna Tarasivka, Bila Țerkva
Vilna Tarasivka (în ucraineană Вільна Тарасівка) este localitatea de reședință a comunei Vilna Tarasivka din raionul Bila Țerkva, regiunea Kiev, Ucraina.

## Demografie
Componența lingvistică a localității Vilna Tarasivka
     Ucraineană (99,26%)
     Alte limbi (0,74%)
Conform recensământului din 2001, majoritatea populației localității Vilna Tarasivka era vorbitoare de ucraineană (99,26%), existând în minoritate și vorbitori de alte limbi.